# Ariel Rotter

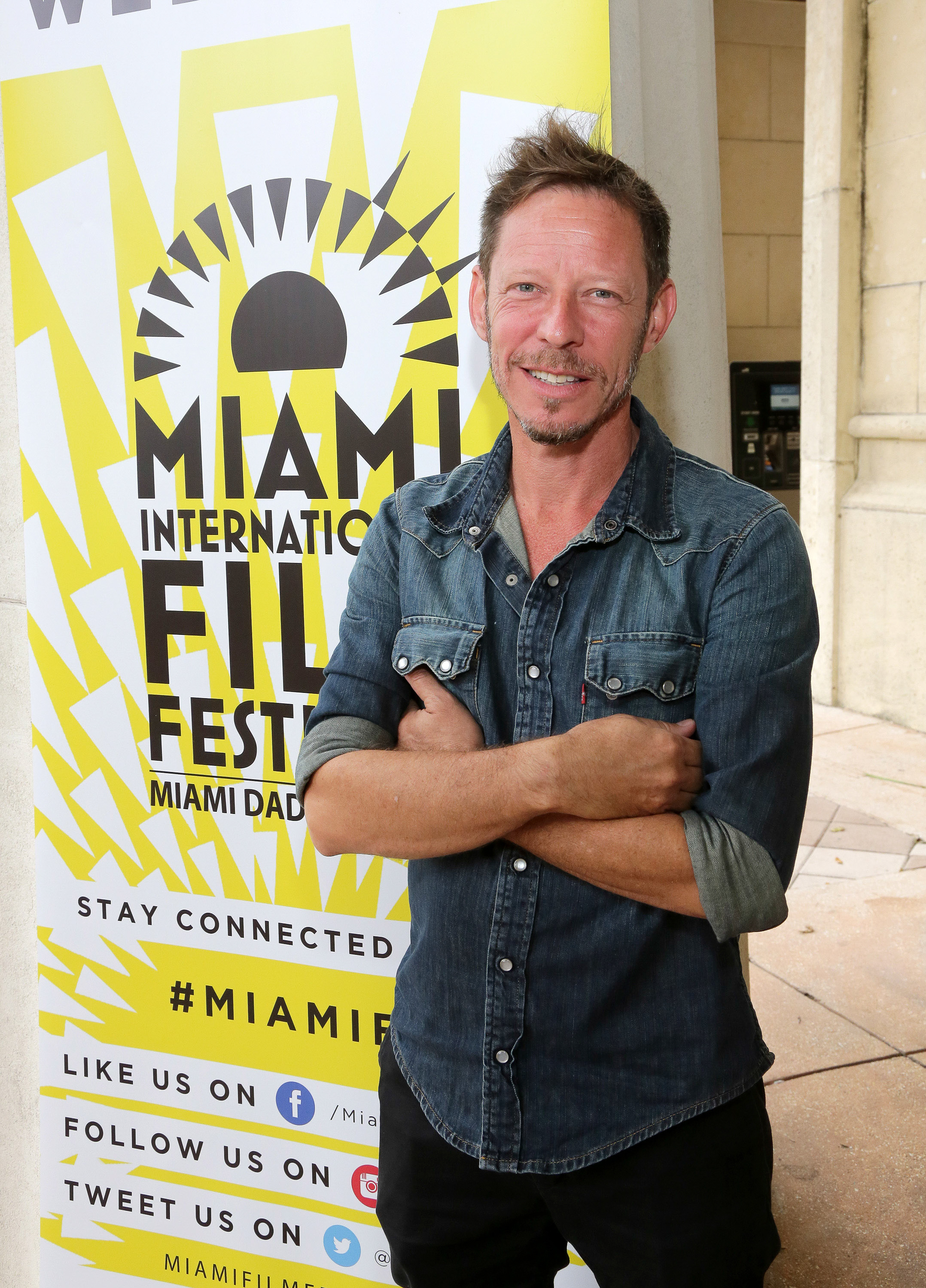
Ariel Rotter

Ariel Rotter (* 1973 in Buenos Aires) ist ein argentinischer Drehbuchautor und Filmregisseur.

## Biografie
Ariel Rotter wurde 1973 in Buenos Aires geboren. 1992 begann er sein Studium an der noch jungen „Universidad del Cine“ in Buenos Aires. Er studierte Filmregie, Schauspiel, Kunst und Fotografie. Außerdem nahm er an Drehbuch-Workshops teil mit Syd Field (1996) und Marx Axelrod (1998). Sein filmisches Schaffen umfasst neben nunmehr zwei Spielfilmen auch vier Kurzfilme und 120 Werbespots sowie 60 Videoclips, bei denen er in den verschiedensten Funktionen mitgearbeitet hat. B.Aires - Sólo por hoy ist sein erster Spielfilm und gibt einen Einblick in das Leben der Bewohner einer WG von Mittzwanzigern in Buenos Aires. Rotters Projekt, Der Andere, wurde auf der 57. Berlinale 2007 uraufgeführt und gewann dort den Silbernen Bären (Jurypreis). Der Silberne Bär für den besten Schauspieler ging an Julio Chavez, Hauptdarsteller in Der Andere.

## Filmografie

### Kurzfilme
- 1992: Last Tango for Astor (Drehbuch, Regie)
- 1993: Alcanzar el Alma (Drehbuch, Regie)
- 1993: Legolas (Drehbuch, Regie)
- 1995: Espectros (Drehbuch, Regie)

### Spielfilme
- 2000: B. Aires – Sólo por hoy (Sólo por hoy) (Drehbuch, Regie)
- 2006: Der Andere (El otro) (Drehbuch, Regie)

## Auszeichnungen
- Berlinale 2007: Silberner Bär für Der Andere in der Kategorie „Großer Preis der Jury “